# میشلهوسن
میشلهوسن (به آلمانی: Michelhausen) یک منطقهٔ مسکونی در اتریش است که در ناحیه تولن واقع شده‌است. میشلهوسن ۳۲٫۰۳ کیلومتر مربع مساحت دارد ۱۹۵ متر بالاتر از سطح دریا واقع شده‌است.